# Sybra curvatosignata
Sybra curvatosignata là một loài bọ cánh cứng trong họ Cerambycidae.